# Life Like (phim)
Life Like là một bộ phim khoa học viễn tưởng năm 2019.

## Nội dung
James đang làm việc trên quỹ ủy thác do cha anh điều hành. Sau cái chết của cha mình, anh trở thành CEO của công ty. James và vợ của anh ta di chuyển từ thành phố vào một biệt thự ở ngoại ô. Sophie không làm việc và dành phần lớn thời gian ở nhà. Cảm thấy không thoải mái khi James có một quản gia, người giúp việc và một đầu bếp, cô đuổi việc họ.
Cuộc sống không có người hầu trở nên không thể chịu đựng được và James thuyết phục Sophie đến với anh ta để gặp Julian, một người đàn ông bán robot thông minh nhân tạo. Sophie thấy hầu hết các nữ android khiến cô không thoải mái. Kết thúc cuộc gặp gỡ, cặp đôi chọn một android nam có tên là "Henry".
Ban đầu, điều này là hoàn hảo cho cả James và Sophie khi Henry làm việc nhà và làm bạn đồng hành tốt với Sophie. Nhưng khi bộ não trẻ con Henry Henry thích nghi bằng cách phát triển cảm xúc, các biến chứng bắt đầu nảy sinh.
Sophie tiếp tục khuyến khích Henry phát triển cảm xúc và ham muốn. Henry bắt đầu có những giấc mơ, mặc dù anh được cho biết rằng anh không được lập trình để có những giấc mơ. Ghen tuông sau đó gây ra một cuộc chiến giữa James và Henry. James tát Henry và ngắt kết nối máy sạc khỏi Henry.
Trong khi đó, Julian bị phát hiện là một kẻ lừa đảo, và tất cả các máy móc của anh ta thực sự là con người thực sự được anh ta nuôi dưỡng. FBI đến nơi ở của James và Sophie để bắt giữ Julian và một cuộc đối đầu xảy ra khi Julian và các đặc vụ FBI bị giết. Cảm thấy bị phản bội bởi nhà sản xuất của mình và rằng anh ta đã phản bội những người giữ mình, Henry chọn cách tự sát và cuối cùng tự đâm mình ra khỏi sự thất vọng và tuyệt vọng. James và Sophie khóc và đứng đó trong khi nhìn Henry chết. Năm năm sau, James và Sophie quyết định đặt tên cho đứa con mới sinh của họ là Henry.

## Diễn viên
- Steven Strait vai Henry
- Addison Timlin vai Sophie
- James D'Arcy vai Julian
- Drew Van Acker vai James

## Sản xuất
Josh Janowicz đã chỉ đạo nhiều quảng cáo và một vài bộ phim ngắn, Life Like là bộ phim dài đầu tiên của anh ấy.

## Phương tiện truyền thông gia đình
Bộ phim được phát hành trên Blu-ray, DVD, Digital và Video on Demand, vào ngày 14 tháng 5 năm 2019.